# Pao
Pao là một chi cá nóc nước ngọt, chủ yếu với loài Pao leiurus (loài này cũng xuất hiện ở nước lợ). Chúng được tìm thấy ở Đông Nam Á. Cho đến năm 2013, loài của nó thường được đặt trong Tetraodon.

## Các loài
Hiện tại có 15 loài được công nhận trong chi này:  
- Pao abei (T. R. Roberts, 1998)
- Pao baileyi (Sontirat, 1989)
- Pao barbatus (Roberts, 1998)
- Pao bergii (Popta, 1905)
- Pao brevirostris (Benl, 1957)
- Pao cambodgiensis (Chabanaud, 1923)
- Pao cochinchinensis (Steindachner, 1866)
- Pao fangi (Pellegrin & Chevey, 1940)
- Pao hilgendorfii (Popta, 1905)
- Pao leiurus (Bleeker, 1850)
- Pao ocellaris (Klausewitz, 1957)
- Pao palembangensis (Bleeker, 1852)
- Pao palustris (Saenjundaeng, Vidthayanon & Grudpun, 2013)
- Pao suvattii (Sontirat, 1989)
- Pao turgidus (Kottelat, 2000)